# Хартманн, Хайке
Хайке Хартманн (нем. Heike Hartmann род. 30 января 1982 года в Эрфурте) — немецкая конькобежка. Серебряный и бронзовый призёр чемпионата мира среди юниоров в многоборье, многократная призёр чемпионата Германии.

## Биография
Хайке Хартманн начала кататься на коньках профессионально в возрасте 10 лет в Берлине. В 1994 году стартовала на юниорских чемпионатах Германии, а уже через год она заняла 3-е место в спринтерском многоборье. В 1996 и 1997 годах выиграла чемпионат Германии среди юниоров в многоборье, а с 1998 по 2000 год на отдельных дистанциях семь раз становилась чемпионкой. В 2000 году Хайке дебютировала на чемпионате мира среди юниоров, где завоевала бронзовую медаль, а через год выиграла "серебро" в многоборье.
В сезоне 2001/02 дебютировала на Кубке мира в дивизионе "А", а в 2003 году выиграла 2-е и 3-е места на Национальном чемпионате на дистанциях 1000 и 500 м соответственно. В том же году участвовала на чемпионате мира в спринтерском многоборье в Калгари и заняла 22-е место. Следующие несколько сезонов она не показывала хороших результатов. В 2007 году Хартман перешла из клуба "Eissportclub Erfurt" в "DEC Inzell" под руководством Маркуса Эйхера.
На чемпионате Германии ей долго не удавалось попасть на подиум и только в 2008 году заняла 2-е место на дистанциях 500 и 1000 м, после чего выступила на своём втором чемпионате мира в спринтерском многоборье в Херенвене и заняла высокое 9-е место, а следом на чемпионате мира на отдельных дистанциях в Нагано стала 17-й на дистанции 500 м. 
В сезоне 2008/09 Хартманн заняла 21-е место в комбинации спринта на чемпионате мира в Москве и 2-е место на чемпионате Германии. В марте на чемпионате мира на отдельных дистанциях в Ванкувере заняла 19-е место в беге на 500 м и 18-е на 1000 м. В октябре заняла 2-е место на дистанции 500 м на чемпионате Германии, и на чемпионате мира в Обихиро поднялась на 22-е место.
В 2010 году Хартман оказалась в центре скандала, связанного с допингом. Её вместе в ещё одной спортсменкой Бенте Краус обвинили в употреблении допинга. Президент DESG Герд Хайнце сообщил, что федерация не предоставляла официальных уведомлений о каких-либо подозрительных показателях крови немецких спортсменов. Официальные лица Федерального бюро расследований (BKA) провели расследование в её главном доме в Хаусхаме и общей комнате в Берлине. Позже Хартман заявила, что является лишь свидетельницей в деле Клаудии Пехштайн, и что не виновна в применении допинга.
В 2011 году она стала третьей в беге на 500 м на чемпионате Германии, а в январе 2012 года заняла 2-е место на чемпионате Германии в спринтерском многоборье. В феврале на чемпионате мира на отдельных дистанциях в Херенвене Хартманн заняла 22-е место на дистанции 1000 м, и после этого завершила свою спортивную карьеру.

## Личная жизнь
У Хайке Хартманн есть старшая сестра Анке Хартманн, также конькобежка национальной сборной, в 2007 году перешла в шорт-трек. 